# Le cose che non mi aspetto
Le cose che non mi aspetto è un brano musicale della cantante italiana Laura Pausini. È il quinto singolo estratto il 25 maggio 2012 dall'album Inedito del 2011. In Europa è il secondo singolo estratto dall'album.

## Il brano
Il brano viene presentato dal vivo per la prima volta il 9 novembre 2011 durante il programma televisivo Chiambretti Muzik Show dedicato all'artista, condotto da Piero Chiambretti e in onda in prima serata su Italia 1 l'11 novembre 2011. Viene eseguito per la seconda volta il 26 maggio 2012 all'Arena di Verona durante la premiazione dei Wind Music Awards 2012.
La musica è composta da Niccolò Agliardi e Luca Chiaravalli; il testo è scritto da Laura Pausini e Niccolò Agliardi; l'adattamento spagnolo è di Ignacio Ballesteros; la produzione è di Laura Pausini e Paolo Carta. Il brano è dedicato ai fan dell'artista.
La canzone viene tradotta in lingua spagnola con il titolo Las cosas que no me espero, inserita nell'album Inédito. Nel 2012 viene registrata la versione in duetto con il cantante venezuelano Carlos Baute e inserita nell'Inédito - Special Edition ed estratta come quarto ed ultimo singolo il 25 ottobre 2012 in America Latina e il 30 ottobre 2012 in Spagna. La versione solista non viene però ripubblicata nell'Inédito - Special Edition.
L'intro del brano è quasi lo stesso di Losing My Religion del gruppo R.E.M..

## Il video
Il videoclip (in lingua italiana, spagnola solista e spagnola duetto) è stato diretto dal regista Salvatore Billeci e girato il 9 maggio 2012 a Berlino.
Il videoclip è stato realizzato con una grafica di murales in movimento e l'inserimento della parola Grazie che si ripete in lingue diverse, per sottolineare l'amore e la gratitudine che la cantante prova per i fan che la seguono da tutto il mondo.
Il videoclip in lingua italiana viene presentato per la prima volta il 26 maggio 2012 all'Arena di Verona durante la premiazione dei Wind Music Awards 2012 e viene reso disponibile il 13 giugno 2012 sul sito Internet del quotidiano Corriere della Sera e dal 18 giugno 2012 in rotazione su tutti i canali musicali. Viene realizzato anche il Making of the video e reso disponibile sul canale YouTube della Warner Music Italia il 4 luglio 2012. Il videoclip in lingua spagnola (duetto) viene reso disponibile il 27 novembre 2012 sul canale YouTube della Warner Music Italia insieme al Making of the video sul canale YouTube di Laura Pausini.
I videoclip di Le cose che non mi aspetto e Las cosas que no me espero (solista) vengono inseriti negli album Inedito - Special Edition e Inédito - Special Edition del 2012.

## Tracce
CDS - Promo Warner Music Italia
1. Le cose che non mi aspetto

CDS - Promo Warner Music Colombia
1. Las cosas que no me espero (con Carlos Baute)

Download digitale
1. Le cose che non mi aspetto
2. Las cosas que no me espero
3. Las cosas que no me espero (con Carlos Baute)

## Pubblicazioni
Le cose che non mi aspetto viene inserita nelle compilation Wind Music Awards 2012 e Radio Italia Hits del 2012.
Las cosas que no me espero con Carlos Baute viene inserita nella compilation Ñ El disco del año 2012 del 2012.

## Classifiche
| Classifiche (2012)        | Posizione massima |
| ------------------------- | ----------------- |
| Italia (airplay)          | 8                 |
| Italia (airplay italiana) | 5                 |
| Italia                    | 43                |
| Spagna                    | 41                |

## Crediti
- Laura Pausini: voce, cori
- Carlos Baute: voce (in Las cosas que no me espero)
- Bruno Zucchetti: pianoforte, organo Hammond, tastiera
- Paolo Carta: chitarra, programmazione
- Matteo Bassi: basso
- Emiliano Bassi: batteria, percussioni
- Luca Chiaravalli: programmazione, cori
- Gianluigi Fazio: cori
- B.I.M. Orchestra: orchestra

## Riconoscimenti
Il 6 agosto 2012 viene decretata Canzone dell'estate 2012 dai lettori di TV Sorrisi e Canzoni, al termine di un concorso online durato cinque settimane.